# 永宁镇 (石狮市)
永宁镇是中国福建省泉州市石狮市下辖的一个镇。位于市境东南部滨海地带，东临台湾海峡，西倚宝盖山，南与深沪镇隔海相望，三面环海，镇政府驻水宁居委会。总面积29．53平方公里。

## 历史
水宁状若鳌鱼，别称“鳌城”。唐时称高亭，宋初称凉思亭，在海口一带，则称“水湾”，又称“水澳”，是泉州海外交通的重要港口及海防要地。南宋乾道八年(1172年)，为防外忌，于此建水澳寨，称“水宁寨”，寓意永得安宁，因此得名。明洪武二十年（1387年），为防倭忌，朝廷于此置卫，作为泉南屏障，称永宁卫。下辖福全、祟武、中左(厦门)、金门、高浦5所，设3个巡检司，分置于样芝、深沪、围头。明嘉靖年间，军民曾于此抗倭。

## 行政区划
永宁镇共辖1个社区、20个行政村，分别是：
永宁社区、外高村、浯沙村、金埭村、梅林村、港边村、沙堤村、下宅村、郭坑村、后杆柄村、院东村、山边村、郭宅村、子英村、西岑村、前埔村、西偏村、塔石村、沙美村、洋厝村、新沙堤村。